# روبرت كول
روبرت كول (بالإنجليزية: Robert G. Cole)‏  (و. 1915 – 1944 م) هو ضابط، من الولايات المتحدة الأمريكية، ولد في سان أنطونيو، تكساس، ويحمل رتبة عسكرية مقدم، توفي في بيست، هولندا، عن عمر يناهز 29 عاماً.

## التعليم
تعلم في الأكاديمية العسكرية الأمريكية.

## الخدمة العسكرية
خدم في القوات البرية للولايات المتحدة.

## جوائز
حصل على جوائز منها:
- ميدالية الشرف
- وسام القلب الأرجواني.